# إريك هانسن
إريك هانسن (بالإنجليزية: Erek Hansen)‏ مواليد 31 أغسطس 1982 في بيدفورد، هو لاعب كرة سلة أمريكي. بدأ مسيرته الاحترافية في سنة 2006. يبلغ طوله 6 قدم 11 بوصة (2.1 م). اعتزل اللعب في 2009. لعب مع نادي لاردة لكرة السلة وكانتون شارج.

## روابط خارجية
- إريك هانسن على موقع كرة السلة الأوروبية.كوم (الإنجليزية)
- إريك هانسن على موقع كلية كرة السلة في سبورتس رفرنس.كوم (الإنجليزية)
- إريك هانسن على موقع ريلجم (الإنجليزية)
- إريك هانسن على موقع بروبوليرز (الإنجليزية)
- إريك هانسن على موقع سبورتس رفرنس (الإنجليزية)